# Perizoma phidola
Perizoma phidola är en fjärilsart som beskrevs av Louis Beethoven Prout 1938. Perizoma phidola ingår i släktet Perizoma, och familjen mätare. Inga underarter finns listade i Catalogue of Life.